# 時流
時流（じりゅう）とは、大衆社会において、その構成員の大勢が、同じ好みや同じ価値観に流されることを指す。本質は、社会的影響であり、同調源の玉突き現象である。
資本主義社会においては、需要と供給の関係で、時流が鮮明になる。すなわち、供給側は、需要に合わせた供給をしようとする。需要の側も、供給の本流に乗らざるを得なくなる。マスコミが、時流を煽り立てることがしばしばある。たとえば、「ファッション雑誌が、流行であるとして、アメリカンカジュアルを強制している感じがする」と述べる消費者もいる。

## 人物
- 高尾時流 (しぐれ、1996 - ) - ラグビー選手（PR）